# Visions de Goya. L'éclat dans le désastre
Visions de Goya. L’éclat dans le désastre est un récit littéraire de Stéphane Lambert paru en 2019 aux éditions Arléa (réédité en format de poche en 2021 aux éditions Arléa) qui a obtenu la même année le prix André Malraux de l’essai sur l’art.

## Résumé
Lors d’une visite au musée du Prado, l’auteur s’attarde dans la salle des « peintures noires » de Goya, quatorze (ou quinze) fresques réalisées sur les murs de sa maison dans la périphérie de Madrid entre 1819 et 1823. Après le retour de la monarchie absolutiste, le peintre, sourd et affaibli, vit « loin des fastes de la cour qu’il a si bien connus ». Impressionné par la puissance d’interpellation des « peintures noires », l’auteur se questionne « sur la signification » et « l’origine » de cet imaginaire « fantastique, monstrueux, halluciné, macabre », qui continue de provoquer « un choc et une émotion intense » pour qui s’y confronte. « Mêlant contemplation et déambulation madrilène, méditation et analyse », l’auteur se penche sur chacune des images de ce cycle, les mettant tantôt en perspective avec l’instabilité de l’époque où elles furent conçues, tantôt avec les hantises de l’artiste, dont il « dédecte les germes » dans ses peintures antérieures, notamment dans les tableaux de cour où perce « toute l’ironie du peintre, le grotesque et la laideur » derrière le masque « de la noblesse » ou encore « dans les scènes de la vie ordinaire ou de la vie rurale » d’où sourd une inquiétude.

## Commentaire
- Comme le souligne le sous-titre du livre (« l’éclat dans le désastre »), le génie de Goya réside dans « le contraste permanent entre la noirceur et la lumière, entre l’horreur sourde et le cri du vivant »[4]. « L’inébranlable vitalité de la création face aux assauts des forces destructrices » est capable de métamorphoser le tragique en « noir qui rayonne »[6].
- Après avoir consacré des ouvrages à Mark Rothko, Nicolas de Staël ou Samuel Beckett, Stéphane Lambert décrit « l’aventure périlleuse et salutaire » d’une vie vouée à l’art[3]. Témoin direct des « désastres de la guerre » lors « des campagnes napoléoniennes », Goya est présenté comme un voyant démasquant « la fausseté des rapports sociaux »[6] et que la lucidité isole[3]. « Possédé par son sujet », et « emmuré » par sa surdité, Goya s’enfonce dans la vision de « l’abîme » qui l’obsède. »[6]
- « Comme souvent chez Lambert, le livre prend la forme d’un parcours », d’« une réflexion-méditation »[6]. L’« écrivain esthète » signe avec ce texte « un autoportrait en sourdine, dans lequel se reconnaîtront tous ceux pour qui l'art n'est pas anecdote, mais question existentielle cruciale »[3].
- Ce livre est « une approche poétique » de la peinture de Goya plutôt qu’une étude académique[1]. L’auteur cherche à s’approcher du contenu de l’œuvre observée, de la sensation de chaos qu’elle contient. En créant dans son récit une atmosphère de « magie noire »[1], « d’énigmatique menace et d’impossible fuite »[6], l’auteur veut donner « à son écriture une forme qui ait la concentration [d’un] tableau »[2].
- Dans sa préface (« Portrait de l’écrivain en amateur de peinture »), l’auteur raconte le rôle que l’art joue dans sa vie « depuis sa jeunesse »[2].
- L’auteur a également écrit une fiction radiophonique sur Goya[7].